# Pteroestilbeno
El pteroestilbeno es un estilbenoide químicamente relacionado con el resveratrol que se encuentra en los arándanos rojos y uvas. Pertenece al grupo de las fitoalexinas, sustancias producidas por las plantas para combatir las infecciones. Basándose en estudios sobre animales, se piensa que posee propiedades anticancerígenas, antihipercolesterolémicas y antihiperlipidémicas, al igual que la capacidad de frenar y mejorar el declive cognitivo. Se piensa que el compuesto tiene también propiedades antidiabéticas, pero hasta ahora esto ha sido poco estudiado.

## Farmacocinética
El ptereostilbeno es una versión doblemente metilada del resveratrol con una mayor biodisponibilidad que este último debido a que es más fácilmente transportado al interior de las células al ser más resistente a la degradación y la eliminación.  En ratas la disponibilidad por vía oral es del 67-94% y su vida media está entre los 78 y 104 minutos.
El pteroestilbeno tiene propiedades antiinflamatorias, antineoplásicas y antioxidantes vía modulación de la expresión genética y la modificación de la actividad de las enzimas. La sustancia muestra un efecto fungicida  y antiviral.
En general, los estudios han sido enfocados al isómero trans del pteroestilbeno.

## Estudios sobre animales

### Disminución de lípidos y colesterol
Los estudios que han empleado animales alimentados siguiendo una pauta dietética basada en arándanos han hallado una reducción significativa de los niveles de colesterol y lípidos. Mientras que los lípidos y el colesterol almacenados en las células no son muy dañinos, los niveles altos de colesterol y lípidos en sangre se han relacionado con enfermedades del corazón y los accidentes cerebrovasculares. En los estudios mencionados los arándanos mostraron mayor eficacia que el ciprofibrato,  un fármaco hipolipemiante.
Según el estudio, el pteroestilbeno se une a los receptores activados de proliferación de los peroxisomas, bajando el colesterol

### Diabetes
De forma parecida a lo que se descubrió de la metformina, se ha visto que el pteroestilbeno es capaz de disminuir los niveles de glucosa en ratas como mucho alrededor del 56%, a la vez que aumenta los niveles de insulina y hemoglobina en sangre a niveles normales. Pterocarpus marsupium, un árbol que contiene niveles altos de pteroestilbeno en la parte central de su tronco, también ha mostrado un efecto antidiabético en humanos, con el 67% de participantes tras un estudio clínico de 12 semanas con una reducción de 32 mg/dl en niveles de glucosa en sangre.
Se ha visto que el pteroestilbeno es un activador del Nrf2 y su papel potencial en la intervención terapéutica para combatir el daño de las células-β pancreáticas a través del control de la diabetes.

### Reversión del declive cognitivo
En un estudio de 40 ratas de 19 meses de edad alimentadas siguiendo una dieta normal o enriquecida con extractos de arándanos, fresas y espinacas, las ratas que habían seguido una dieta enriquecida con extractos de arándanos, tuvieron una mejora en la degeneración motora asociada a la edad al igual que otros desajustes cognitivos. Todas las dietas, a excepción de la que no estaba enriquecida con ningún extracto, mostraron algún tipo de reducción en el declive cognitivo, pero ninguna fue tan eficaz como la que se había enriquecido con extractos de arándanos. Un estudio similar con arándanos en un grupo de adultos con problemas cognitivos asociados a la edad, demostró una mejora en las pruebas de memoria tras 12 días de toma de zumo de arándanos. Un estudio de la Universidad de Tufts acerca de la suplementación de pteroestilbeno en ratas seniles, ha mostrado una mejora significativa en la memoria.  Los autores hipotetizan si la mejora de la memoria se debe a la habilidad única del pteroestilbeno como antioxidante de cruzar la barrera hematoencefálica y proteger el hipocampo, el centro de la memoria del cerebro, de los daños producidos por los radicales libres.

### Efecto anticancerígeno en ratas
En 2002, Rimando y los colaboradores de la Universidad de Illinois en Chicago hallaron en experimentos con glándulas mamarias de ratas que el ptereostilbeno posee un potente efecto antioxidante y propiedades anticancerígenas en concentraciones similares a las del resveratrol.
Otros trabajos adicionales realizados por Rimando y sus colaboradores revelaron el posible mecanismo del aparente efecto anticancerígeno del pteroestilbeno. Usando células de ratón, demostraron que el pteroestilbeno, al igual que otros análogos del resveratrol inhibe potentemente el citocromo P450.

## Estudios en humanos
Los primeros ensayos clínicos en humanos del efecto del pteroestilbeno en el nivel de colesterol y la presión sanguínea se realizado en abril de 2012 en la Universidad de Misisipi. Los datos de seguridad obtenidos del ensayo de doble ciego, muestran que la dosis diaria segura es de hasta 250 mg/día. Los datos de eficacia de los ensayos clínicos se publicaron el 12 de septiembre de 2012. Los estudios han mostrado que las altas dosis de pteroestilbeno están relacionadas con una presión sanguínea baja y una pequeña pérdida de peso.

## En vino
Mientras que se han tratado de vender los efectos cardiosaludables del resveratrol, no se ha encontrado pteroestilbeno en el vino, a pesar de que las uvas más oscuras tienen las más altas concentraciones de este compuesto. [cita requerida] La razón es que el pteroestilbeno es inestable a la acción de la luz y el aire[cita requerida]

## Toxicidad
No se han descrito efectos tóxicos en humanos. Hay ciertos datos anecdóticos en los que dosis únicas de 200–250 mg o más pueden inducir una hipoglucemia temporal en individuos normales.[cita requerida]